# Андрей Даниел
Андрей Даниел е български художник живописец. Работи основно в областта на живописта, но също и на стенописта, сценографията, графиката и оформлението на книгата. Има над 100 участия в представителни изложби на българско изкуство в страната и чужбина и над 50 публикации. Автор на книгата „Неща, места и хора“ (2011, ИК „Захарий Стоянов“).

## Биография
Роден е на 28 март 1952 г. в Русе. Син е на известния театрален режисьор Леон Даниел. Завършва 22 средно училище в София и живопис във ВИИИ „Николай Павлович“ в София (1977), при проф. Добри Добрев. Професор по живопис в Националната художествена академия. Член-кореспондент на БАН.
През 1986 – 1987 г. Греди Асса, Андрей Даниел, Божидар Бояджиев, Вихрони Попнеделев, Недко Солаков и изкуствоведът Филип Зидаров основават групата за авангардно изкуство „Градът“. Заедно правят няколко изложби. В този период Андрей Даниел работи с нетрадиционни техники – инсталации, обекти, но веднага след разпадането на групата през 1991 г. се връща към стария си занаят – рисуването.

## Избрани самостоятелни изложби
- 2008
  - „Август в изкуството“ – Варна
  - Есенни изложби – Пловдив
  - галерия „СИбанк“ – София – изложба „Нещата извън нас“
- 2007 – София – галерия книжарница „София прес“, изложба „Завръщане в Египет“
- 2006 – Есенни изложби, Пловдив
- 2005 – Есенни изложби, Пловдив
- 2004 – София – галерия „Максим“, изложба „Хайку“
- 2002 – София – галерия „Райко Алексиев“ (Раковски 125) – юбилейна изложба „Неща, места и хора“
- 2001
  - София
  - галерия „Циклоп“, изложба „Човешката храна“
  - София – галерия „Шипка 6“
  - Евробанк – изложба „Правячи на музика“
- 1999 – София – галерия „Ирида“, „5х3+2 или не тук и не сега“
- 1998
  - София – галерия „Ата-рай“, изложба акварели от Париж
  - София – галерия „Ата“, изложба „12 маргиналии“
  - Бургас – галерия „КА“
  - Пловдив – Есенни изложби
- 1997
  - София – галерия „Макта“
  - Хага, Холандия
  - Пловдив – галерия „Дяков“
- 1996 – Пловдив – галерия „Лукас“
- 1995 – София – галерия „Норман“, изложба „Реални и фантазни пътешествия“, Френски културен институт
- 1993 – София – изложба „Рицари“, Галерия за чуждестранно изкуство, галерия „Суит уотър“ Лондон
- 1991
  - Варна – „Шкорпил“ 8
  - София – хотел „Шератон“
- 1990 – Художествена галерия – Ботевград
- 1989 – Художествена галерия – Велико Търново
- 1988 – Художествена галерия – Самоков
- 1987
  - „Аполония“, Созопол
  - София – зала „България“
- 1986 – художествени галерии – Добрич, Тервел
- 1985 – Клуб на Софийската филхармония
- 1984 – Пловдив – Есенни изложби
- 1983
  - Кипър
  - Делхи – Индия, галерия „Лалит Кала“ Академи
- 1982 – Варна, София – „Шипка 6“
- 1979 – София – „Руски 6“

## Отличия и награди
- Диплом от Международен младежки конкурс по живопис в София – 1979 г.
- Диплом от Международен конкурс по живопис в Кошице – 1983 г.
- Първа награда на ОХИ „Портрет“ в Пазарджик – 1988 г.
- Кристална звезда на галерия „Макта“ – 1997 г.
- Носител е на годишната Национална награда за живопис „Владимир Димитров – Майстора“ (2012).[4]
- Носител посмъртно на Националната награда за живопис „Захари Зограф“, заедно с Вихрони Попненеделев (2020)[5]